# Горячев, Илья Константинович
Илья́ Константи́нович Горя́чев (1 января 1894, Малый Шудугуж, Козьмодемьянский уезд, Казанская губерния, Российская империя — 3 марта 1952, Малый Шудугуж, Килемарский район, Марийская АССР, РСФСР, СССР) — советский государственный и хозяйственный деятель. Организатор и первый председатель колхоза «Искра» Килемарского района Марийской АССР (1930—1952). Депутат Верховного Совета СССР 2-го и 3-го созыва (1946—1952). Член РКП(б). Участник Первой мировой войны и Гражданской войны в России.

## Биография
Родился в 1894 году в д. Малый Шудугуж ныне Килемарского района Марий Эл в крестьянской семье. Начал работать с 12 лет. 
Участник Первой мировой войны: вёл агитацию среди солдат за прекращение войны, за что был приговорён военно-полевым судом к 4 годам каторжных работ. Освобождён в 1917 году в результате Октябрьской революции.
В 1918—1920 годах был участником Гражданской войны в России на стороне «красных».
В 1930—1952 годах — организатор и первый председатель колхоза «Искра» на родине. Признавался общественностью как образец самоотверженного труда и умелый руководитель.
В 1946—1952 годах избирался депутатом Верховного Совета СССР 2-го и 3-го созыва. 
Награждён орденом Отечественной войны I степени, медалями и четырежды  — Почётной грамотой Президиума Верховного Совета Марийской АССР.
Скончался 3 марта 1952 года в д. Малый Шудугуж Килемарского района Марийской АССР, похоронен там же.

## Трудовые звания и награды
- Орден Отечественной войны I степени (1946)[2]
- Почётная грамота Президиума Верховного Совета Марийской АССР (1941, 26.02.1943, 1944, 1946)[2] — за выдающиеся успехи в области сельского хозяйства, за хорошее руководство посевными и уборочными работами, за досрочное выполнение обязательных поставок сельскохозяйственных продуктов государству и самоотверженный стахановский труд на сельскохозяйственных работах в дни Отечественной войны[3]

## Память
Фотодокументальные материалы из личного архива депутата и хозяйственника И. К. Горячева хранятся в Килемарском районном краеведческом музее Марий Эл.